# Чермно (Куявсько-Поморське воєводство)
Чермно (пол. Czermno, нім. Schirmen) — село в Польщі, у гміні Скемпе Ліпновського повіту Куявсько-Поморського воєводства.
Населення — 258 осіб (2011).
У 1975-1998 роках село належало до Влоцлавського воєводства.

## Демографія
Демографічна структура станом на 31 березня 2011 року:
|          | Загалом | Допрацездатний вік | Працездатний вік | Постпрацездатний вік |
| -------- | ------- | ------------------ | ---------------- | -------------------- |
| Чоловіки | 137     | 30                 | 89               | 18                   |
| Жінки    | 121     | 18                 | 75               | 28                   |
| Разом    | 258     | 48                 | 164              | 46                   |